# Comissions Obreres d'Euskadi
La Confederació Sindical de Comissions Obreres d'Euskadi - Euskadiko Langile Komisioak és una organització sindical del País Basc que està confederada amb les de la resta de les confederacions de Comissions Obreres formant la Confederació Estatal de Comissions Obreres. Les Comissions Obreres d'Euskadi són membres de la Confederació Europea de Sindicats (CES) europea i de la CIOLS mundial.

Es definix com 
| « | ...una organització sindical plural i democràtica que fa de la participació un dels seus senyals d'identitat junt amb el seu caràcter reivindicatiu i solidari. | » |

En l'actualitat té més de 65.000 afiliats amb més de 5.000 delegats triat en les empreses. En el País Basc és el segon sindicat en representació, després de ELA, amb més del 20% de delegats, i té presència en tots els sectors industrials o de servicis. Fins al 8u concreso, realitzat en el 2004 incloïa a la confederació Navarra que va optar per separar-se i constituir-se en Confederació independent.

## Història
Les lluites obreres que es produïxen en el País Basc en els anys cinquanta i seixanta del segle xx centrades en les grans zones industrials del país, marge esquerre del Nervión, Davall Deva, etc., són el brou de cultiu d'on naixerien les Comissions Obreres a Euskadi.
Les vagues per la negociació de convenis que es van produir l'any 1962 en importants empreses guipuscoanes com la CAF de Beasáin, Basconia o La Naval en Biscaia que van mobilitzar a més de 35.000 treballadors en una època de falta de llibertat i de dura repressió, plena dictadura de Francisco Franco van ser el punt d'inflexió que va donar pas a la creació de les primeres Comissions Obreres.
En la Zona Minera de Biscaia la Mina de l'Alemany es convertix en símbol d'organització sindical, moviment que s'estén per la zona industrial d'Ezkerraldea amb les seues importants empreses com Alts Forns de Biscaia, Babcock Wilcox i La Naval. El moviment es va conformant en reunions il·legals, que costarien moltes detencions de treballadors i militants obrers, per tota la zona de L'Arbreda, en Vall de Trápaga. D'estos moviments sorgixen un bon nombre de comissions que van sent més o menys admeses pels responsables de les empreses i van negociant acords al marge dels canals legals establits (l'Organització Sindical coneguda com el Sindicat Vertical) pel règim. Els contactes entre les diferents comissions de les fàbriques va quallar en una reunió d'on va sorgir una plataforma supraempresarial de cáracter permanent que durant dos anys va tractar d'actuar com a interlocutor dels treballadors de la província. Esta Comissió era alegal i estava consentida pel mateix règim.
Esta nova organització, la Comissió Obrera Provincial, tenia com a trets característics el pluralisme i l'autoorganització, la qual cosa es va començar a considerar com el nou moviment obrer. Les forces sindicals importants d'aquell temps, ELA i UGT, no es van integrar en la Comissió i junt amb la CNT formarien l'Aliança Sindical d'Euskadi. El caràcter heterogeni de l'organització faria que es produïren diversa escissions però aportaria frescor a aquesta.
Durant dècada dels seixanta es van donant diversos posicionaments davant del sindicalisme oficial, fins que en 1966 es decidix presentar llistes a les eleccions a representants, en contra de la decisió dels sindicats històrics de classe agrupats entorn de l'Aliança Sindical, aconseguint una àmplia representació que desplaça a una gran part dels anteriors enllaços i vocals en els jurats i accedint als primers òrgans de representació. El 7 d'agost d'enguany naixen les Comissions Obreres de Guipúscoa.

## Vaga de Bandes
L'empresa "Laminacions de Bandes en Fred Echévarri" comptava amb 960 treballadors i la seua plantilla es va declarar en sobra el 30 d'octubre de 1966, durando la històrica protesta fins al [20de maig ]de l'any següent per un problema de rebaixa de cosines i augment del ritme de treball. Este fet va ser de gran transcendència per al sindicat. Es va participar activament en el conflicte utilitzant els instruments que permetia la legalitat vigent, però també tancaments i manifestacions. L'empresa, per la seua banda, amb el suport de la dictadura arribaria a portar esquirols i a amenaçar de tirar de les seues cases (propietat de la companyia) als treballadors en sobra. La solidaritat es va estendre per totes les organitzacions i estaments del País Basc arribant a tot Espanya i inclús l'estranger, i es van sumar a la protesta des dels estudiants universitaris fins a l'església catòlica.

## El problema nacional basc i Comissions Obreres
L'any 1967 les Comissions Obreres de Guipúscoa fan una declaració en què aborden el problema nacional basc, en esta declaració es diu 
| « | es pretén, com a fi últim, eliminar l'explotació de l'home per l'home, realitzant l'alliberament del poble basc(...) Lluitarà perquè el poble basc puga autogovernar-se, venent l'opressió nacional que patix actualment. (...) com a comissió Obrera Basca que és, es proclama independent de qualsevol comissió de fora d'Euzkadi | » |

S'atribuïx esta declaració a la influència de sectors del Partit Comunista d'Euskadi -Partit Comunista d'Espanya i d'Euskadi Ta AskatasunaETA) que van participar activament en la creació i desenrotllament del moviment.
La intenció de constituir una Comissió Obrera nacional espanyola, seria criticada perquè el terme podria anar en contra de "la naturalesa multinacional de la societat Ibèrica" pel que s'hi exigix un caràcter confederal. Es denomina Comissió Obrera Nacional d'Euskadi (CONE, així com de Catalunya) i l'òrgan estatal passa a ser la "Coordinadora general". En l'assemblea de Barcelona de 1976 s'adopta la denominació de Confederació Sindical que deixa clara el caràcter multinacional de l'organització estatal.

## Repressió, el procés 1001 i la reunificació
En 1971, l'any següent a les mobilitzacions entorn del Procés de Burgos, va incrementar la repressió. Diversos obrers van morir en la repressió policial de manifestacions. Es van produir nombrosos acomiadaments i detencions entre elles les dels membres de la cúpula de la llavors Coordinadora General, que van ser jutjats i condemnats a penes de presó de 12 a 20 anys.
El pluralisme que havia anat creixent en el si de l'organització va donar lloc a dos corrents: la denominada CONE (Comissió Obrera Nacional d'Euskadi), majoritària i CECO (Coordinadora d'Euskadi de Comissions Obreres), cada una amb una idea diferent de com entaular la lluita i de participar o no en les eleccions d'aquell any. L'1 de juny de 1976 es va firmar un acord d'unitat que va donar origen a Comissions Obreres d'Euskadi.

## Assemblea de Barcelona
L'agost de 1976 es va realitzar l'Assemblea General de Barcelona clandestinament. Ja el règim agonitzava després de la mort del dictador. En l'església de Santa Maria del Pi es va constituir la Confederació Sindical de Comissions Obreres.

## En la legalitat
L'any següent, l'1 d'abril, es va realitzar en Lejona (Biscaia) el congrés fundacional de Comissions Obreres d'Euskadi, també en la clandestinitat.
Es va constituir el sindicat, que seguia definint-se com un sindicat de classe i basc. Tant en l'assemblea de Barcelona com en la de Lejona va haver-hi alguna discrepància.
Arran d'eixe moment i amb la volta de les llibertats democràtiques es va obrir el front de l'enfrontament entre sindicats. Les eleccions sindicals de 1978 van ser conflictives per l'enfrontament amb la UGT, que volia ser el sindicat socialista marcant a Comissions Obreres com el comunista i a ELA com el nacionalista.
L'estatut d'autonomia va dibuixar un nou marc en les relacions laborals i es va obrir la negociació en matèria laboral amb el govern del País Basc i Navarra. En este temps va nàixer el sindicat LAB que passaria a ser una força important en el panorama sindical del País Basc.
Els anys huitanta portarien una dura crisi industrial que afectaria seriosament el País basc i desmantellaria empreses cabdals com a Alts Forns de Biscaia i les drassanes Euskalduna. Van ser anys on el sindicat va haver de treballar durament per a defendre els drets dels treballadors.
Les diferents crisis per les quals ha passat la negociació col·lectiva depenent dels moviments polítics i les seues relacions amb les forces sindicals han marcat l'escenari habitual de les relacions laborals basques.
La incorporació de la dona al treball remunerat, així com els nous problemes sorgits per l'arribada de treballadors d'altres països fan que no es decaiga en l'esforç de defensa dels interessos de classe. Estes directrius han sigut mantingudes en l'últim congrés.
L'any 2006 aconseguix el 20% de la representació en les empreses consolidant la seua posició com a segon sindicat del País Basc, darrere de ELA que encara manté una representació superior al 40%.

## Òrgans de direcció
Secretari general
- Josu Onaindi Buruaga.

Comissió Executiva de Comissions Obreres d'Euskadi
- Sabino Santolalla. Secretario de Organización
- Eduardo García. Secretario de Acción Sindical y Política Institucional.
- Jaime Gómez. Secretario de Política Sectorial
- Dolores García. Secretaría de Formación y Empleo.
- Felisa Piedra. Secretaría de la Mujer y Asuntos Sociales.
- Jesús Uzkudun. Secretario de Salud Laboral y Medio Ambiente.
- Mikel Paños. Secretario de Juventud
- Mª Cruz Vicente. Responsable Territorial de Álava.
- Unai Sordo. Responsable Territorial de Vizcaya.
- José Mª García. Responsable Territorial de Guipúzcoa.

Vocals
- Yolanda López.
- Roberto Ortega. Secretario General del Metal.
- Alfonso Peraita. Secretario General de Servicios.
- Susana González. Federación de Servicios Guipúzcoa
- Jaime Goméz. Secretario General Comunicación y Transporte.
- Javier Nogales. Secretario General Enseñanza.
- Ana Uranga. Responsable Guipúzcoa Enseñanza.
- Iñaki Merino. Secretario General de Construcción y Madera.
- Patxi Ruiz. Secretario General COMFIA.
- Raquel Díaz. Secretaria Organización COMFIA.
- Manu Casado. Secretario General Quimicas.
- Luis Mendaza. Secretario General Administración.
- Pilar Ortega.
- Iñaki Menéndez. Secretario General Sanidad.
- Xabier Olabeaga. Secretario General Agroalimentaria.
- Ana Sánchez Herraez. Responsable Goierri.
- Antonio Barroso. Secretario General Pensionistas y Jubilados.

## Federacions
- Federación Agroalimentaria.
- Federación de Comunicación y Transportes.
- Federación Construcción y madera – FECOMA.
- Federación de Enseñanza.
- Federación Textil, Química y Afines-FITEQA.
- Federación Minerometalúrgica.
- Federación de pensionistas y jubilados.
- Federación de Servicios.
- Federación de Servicios y Administraciones Públicas.
- Federación de Servicios Financieros y Administrativos. COMFIA.
- Federación Trabajadores de la Salud.